# Eduardo Hall
Eduardo Hall (1498-1547) foi um cronista e advogado inglês, filho de John Hall de Northall, no Shropshire.
Frequentando o Eton College e o King's College de Cambridge, torna-se advogado e, mais tarde, membro do parlamento de Bridgnorth.

## A Crónica de Hall
The Union of the Noble and Illustre Famelies of Lencastre and York, mais conhecido sob o nome de Crónica de Hall, foi publicado pela primeira vez em 1542. Outra edição foi feita em 1548 por Richard Grafton, um ano após a morte de Hall. 
Em 1809 sai uma nova edição supervisionada por Henry Ellis e, em 1904, a parte sobre o reinado de Henrique VIII de Inglaterra foi reeditada por Charles Whibley.
Esta crónica começa com a subida ao trono de Henrique IV em 1399, seguindo-se o conflito entre a Casa de York e de Lencastre, terminando na morte de Henrique VIII (1547). Hall apresenta favoravelmente a política deste último, revelando a sua simpatia pelo protestantismo.
A crónica tem no seu início um valor histórico muito fraco, mas torna-se bastante sério quando o assunto é o reinado de Henrique VII, sendo de excelente qualidade sobre o reinado de Henrique VIII. Para o historiador, esse trabalho traz a visão de um testemunho sobre os feitos que se desenrolaram na época. Trata-se de uma das principais fontes de inspiração para as peças de William Shakespeare.